# Malatyna
Malatyna es un género de foraminífero bentónico de la familia Riveroinidae, de la superfamilia Milioloidea, del suborden Miliolina y del orden Miliolida. Su especie tipo es Malatyna drobneae. Su rango cronoestratigráfico abarca el Luteciense (Eoceno medio).

## Clasificación
Malatyna incluye a las siguientes especies:
- Malatyna drobneae †
- Malatyna vicensis †